# My Normal
Pour plus de détails, voir Fiche technique et Distribution.
My Normal est un film américain réalisé par Irving Schwartz, sorti en 2009.

## Synopsis
C'est l'histoire d'une jeune lesbienne, Natalie, qui est partagée entre son rêve de devenir cinéaste et son mode de vie de dominatrice.

## Fiche technique
- Titre : My Normal
- Réalisation : Irving Schwartz
- Scénario : Abdul Malik Abbott, Renee Garzon, Keith Planit, Adam Sales
- Production :
- Musique :
- Langue : Anglais
- Pays d'origine :  États-Unis
- Genre : Drame
- Durée : 77 minutes
- Date de sortie : 2009  États-Unis

## Distribution
- Nicole LaLiberte : Natalie
- Ty Jones : Noah
- Dawn Noel : Jasmine
- Naama Kates : Mélanie
- Katie Wallack : Rebecca
- Kira Sternbach : Joe
- Abdul Malik Abbott : Omar
- Maine Anders : Sonia
- Renee Garzon : la fille à bicyclette, la Go-Go danseuse
- Jacqueline Hendy : Veronica
- Heath Kelts : Jim
- Sanli Ozlen : Antonella
- Will Pentecost : Ashtray
- Adam Sales : Psycho Killer
- Mark Saturno : Michael
- Kseniya Shyrokava : la demoiselle en détresse
- Millana Snow : Sarit